# Chit Hlaing
Chit Hlaing (birman : ချစ်လှိုင် ; 1879 - 31 octobre 1952) était un homme politique birman de premier plan. À son époque, il est considéré comme le roi birman sans couronne et est populaire dans les zones rurales de Birmanie. Il est emprisonné lorsque le prince héritier britannique de Galles (qui devient plus tard le roi Édouard VIII) visite la Birmanie en 1921.

## Biographie
Chit Hlaing naît à Moulmein (actuel Mawlamyaing), fils d'un riche marchand de teck, U Thar Nyin. À l'âge de 20 ans, il part étudier le droit en Grande-Bretagne. Après avoir obtenu son diplôme, il revient à Moulmein pour aider à fonder la Association bouddhiste des jeunes hommes (en) (YMBA). En 1911, il défend sans succès U Dhammaloka (en), le « bouddhiste irlandais », lors de son procès pour sédition. Il contribue également au financement du Conseil général des associations birmanes (CGBA), dont il est le président pendant plusieurs années, à tel point qu'il devient un fugitif pour dettes en 1932. En 1937, en tant que président de la Chambre birmane, Chit Hlaing assiste à la cérémonie de couronnement du roi George VI en Angleterre. Il est élu président du conseil juridique et consultant du chancelier birman pendant la Seconde Guerre mondiale. Après la guerre, il est élu député jusqu'à sa mort en 1952 à Rangoun.
Sa sœur Hnin Mya (en) fut la première femme à devenir membre du Conseil législatif,.